# Gazi Hüseyin Pascha
Gazi Hüseyin Pascha (auch Deli Hüseyin Pascha („der Verrückte“), Sarı Hüseyin Pascha („der Blonde“) oder Baltaoğlu Hüseyin Pascha; * im 16. oder 17. Jahrhundert in Yenişehir; † 1659 in Istanbul) war ein osmanischer Offizier und Staatsmann. Er war Wālī (Provinzgouverneur) von Ägypten (1635–1637), Kapudan Pascha (1630er Jahre) und 1656 kurz Großwesir des Osmanischen Reiches. Der Beiname Gazi ist ein Ehrentitel, der Kämpfer bedeutet.

## Leben

### Herkunft und erste Ämter
Hüseyin war türkischer Herkunft und wurde in Yenişehir bei Bursa im Nordwesten Anatoliens geboren. Über seine Kindheit und Jugend ist wenig bekannt. Er besuchte wohl die Enderun-Schule. Während der Regentschaft von Sultan Murat IV. gehörte er zum Personal des Palasts. Der Schah des Iran hatte Murat IV. einen Bogen geschenkt, der als unspannbar galt. Hüseyin erregte Aufmerksamkeit, als er den Bogen mit Leichtigkeit spannte. Nachdem er die Anerkennung des Sultans gewonnen hatte, wurde er auf verschiedene Posten befördert und nahm mit dem Sultan an den Feldzügen nach Bagdad und Jerewan teil.
Von 1632 bis 1635 war er als Kapudan Pascha oberster Flottenkommandant der osmanischen Marine.

### Gouverneur von Ägypten
Hüseyin Pascha folgte 1635 auf Bakırcı Ahmed Pascha in das Amt des Wālī des osmanischen Eyâlet Ägypten und blieb bis 1637 in dieser Position. Berichten zufolge war er ein grausamer und gewalttätiger Gouverneur. Vom ersten Tag seiner Ankunft in Ägypten an, als er die provisorischen Zelte seines Finanzministers und seiner Berater für sich beschlagnahmte, machte sich Hüseyin Pascha bei der örtlichen Bevölkerung unbeliebt. Er brachte eine große Anzahl von Drusen mit nach Ägypten, die in der Hauptstadt Kairo Raubüberfälle begingen und Geld von den Einheimischen erpressten für ein Fest, das die Ankunft des Paschas feiern sollte. Hüseyin war auch daran beteiligt, das Erbe wohlhabender Einheimischer zu stehlen, so dass es ein verlässlicher Weg war, sich an einem Feind zu rächen, indem man dem Pascha berichtete, dass er oder sie ein Erbe von einem Verwandten erhalten hatte. Berichten zufolge ritt er häufiger zur Zerstreuung mit schwingendem Schwert durch Menschenmengen oder Tierherden und tötete dabei wahllos. Jeden Monat zwang er die Einheimischen, ihre Goldmünzen gegen verunreinigte Metalle einzutauschen. Während seiner Herrschaft ließ er außerdem über 1.200 Menschen hinrichten.
Trotz seiner Grausamkeit galt Hüseyin Pascha als fähiger Befehlshaber und Anführer der örtlichen Truppen, was im rebellischen Ägypten eine besonders schwierige Aufgabe war. Er achtete streng auf Regierungsdekrete aus dem Diwan und reduzierte erfolgreich die Kriminalität in Ägypten.
Nach seiner Entlassung aus dem Amt im Jahr 1637 forderte Sultan Murad IV. von ihm eine Prüfung der ägyptischen Provinzkasse und der öffentlichen Einnahmen sowie eine Bezahlung seiner Schulden bei der Staatskasse. Als er sich weigerte, sperrte der Kaymakam, der ihn bis zur Ankunft seines Nachfolgers ersetzte, Hüseyin ein, und ließ ihn erst gehen, als er eine große Summe bezahlte. Trotzdem erlangte er rasch den Rang eines Wesirs zurück und war von 1639 bis 1641 erneut Kapudan Pascha. In dieser Amtszeit musste er vor allem russische Piraten im Schwarzen Meer bekämpfen, die den Seehandel behinderten.
Während der Regentschaft von İbrahim, diente er in mehreren europäischen Provinzen als Gouverneur, darunter in Bosnien und Buda.

### Kretischer Krieg
Die Eroberung der ägäischen Insel Kreta von der Republik Venedig war ein ungewöhnlicher Versuch für das Osmanische Reich. Während das Reich der Türken stagnierte, war die Militär- und Marinetechnologie in Europa auf dem Vormarsch. Obwohl Chania, eine große kretische Stadt, 1645 erobert worden war, konnte der Rest der Insel, insbesondere Heraklion, den Osmanen widerstehen. Das Osmanische Reich war nicht in der Lage, Verstärkung nach Kreta zu schicken, da die Dardanellen von der venezianischen Marine blockiert wurde. Damit war die osmanische Armee auf Kreta alleine. Trotzdem eroberte Hüseyin als zweiter Wesir und Oberbefehlshaber der Flotte in der Region mehrere Festungen, darunter Rethymno und belagerte Heraklion. 1646 wurde er Gouverneur des Eyâlet Chania, sanierte viele Gebäude und die Festung Chania. Außerdem errichtete er in wenigen Monaten die Festung Inâdiye.
Am 28. Februar 1656 bestellte ihn Sultan Mehmet IV. zum Großwesir. Allerdings übte er das Amt nie aus. Bevor Hüseyin nach Istanbul zurückkehrt war, änderte der Sultan seine Meinung und ernannte Hüseyins Rivalen Zurnazen Mustafa Pascha am 6. März 1656 zum Großwesir. Allerdings war auch dieser nur vier Stunden im Amt, bis Abaza Siyavuş Pascha berufen wurde.

### Späte Jahre
Hüseyin wurde als Gouverneur des Eyâlet Rumelien eingesetzt, ein Posten, der dem des Großwesirs zwar unterlegen war, aber zu den bedeutendsten Beylerbeys gehörte. Trotzdem hatte der neue Großwesir Köprülü Mehmet Pascha Angst vor Hüseyins Ansehen. Er rief Hüseyin nach Istanbul und überredete den Sultan, Hüseyin ins Gefängnis stecken und 1659 hinzurichten.